# Viridovipera gumprechti
Viridovipera gumprechti е вид змия от семейство Отровници (Viperidae). Видът не е застрашен от изчезване.

## Разпространение и местообитание
Разпространен е във Виетнам, Китай (Юннан), Лаос и Тайланд.
Обитава гористи местности, планини и възвишения.

## Описание
Популацията на вида е стабилна.